# Cistothorus
Genre
Cistothorus est un genre de passereaux de la famille des Troglodytidae.

## Liste des espèces
D'après la classification de référence (version 14.2, 2024) du Congrès ornithologique international (ordre phylogénique) :
- Cistothorus stellaris (Naumann, 1823) – Troglodyte à bec court
- Cistothorus meridae Hellmayr, 1907 – Troglodyte du Mérida
- Cistothorus apolinari Chapman, 1914 – Troglodyte d'Apolinar
- Cistothorus platensis (Latham, 1790) – Troglodyte de Latham
- Cistothorus palustris (A. Wilson, 1810) – Troglodyte des marais